# Сведение по Куку
В теории сложности вычислений сведение задачи {\displaystyle R_{1}} к {\displaystyle R_{2}} по Куку — это полиномиальный по времени алгоритм (другими словами, машина Тьюринга с полиномиальным временем работы), решающий задачу {\displaystyle R_{1}} при условии, что функция, находящая решение задачи {\displaystyle R_{2}}, ему дана в качестве оракула, то есть обращение к ней занимает всего один шаг.
Если такой алгоритм существует, говорят, что {\displaystyle R_{1}} сводима по Куку к {\displaystyle R_{2}} и пишут
{\displaystyle R_{1}\leq _{C}R_{2}.}
Неформально в таком случае говорят, что {\displaystyle R_{2}} «как минимум так же сложна» как {\displaystyle R_{1}}.
Если задача {\displaystyle R_{1}} сводится по Куку к задаче {\displaystyle R_{2}}, то решение задачи {\displaystyle R_{2}} может быть использовано для решения задачи {\displaystyle R_{1}} следующим образом: при запросе алгоритма, вычисляющего {\displaystyle R_{1}}, к оракулу используется соответствующее решение {\displaystyle R_{2}}. Так как машина Тьюринга может делать запросы к оракулу большое количество раз, итоговый алгоритм решения задачи {\displaystyle R_{1}} может потребовать асимптотически больше времени, чем алгоритм, решающий задачу {\displaystyle R_{2}}.

## История
Первое формальное определение сводимости было предложено Аланом Тьюрингом в 1939 г.